# Jean Paulmier de Courtonne
Pour les articles homonymes, voir Paulmier.
Jean Paulmier de Courtonne, né dans les années 1620 et mort en 1673, est un abbé français, arrière-petit-fils d'Essomericq, autochtone tupi ramené et adopté en France par le capitaine Binot Paulmier de Gonneville. L'abbé Paulmier est connu surtout pour son ouvrage intitulé Mémoires touchant l'établissement d'une mission chrestienne dans le Troisième Monde, paru en 1663. 
Il y interprète une relation de voyage du capitaine de Gonneville dans un sens favorable à l'existence de Terres Australes non découvertes au sud-est du cap de Bonne-Espérance. Cette vision aura une influence durable sur la représentation de ce continent inconnu dans la pensée française, inspirant au moins trois utopies, celles de Gabriel de Foigny, Denis Vairasse et Simon Tyssot de Patot, ainsi qu'un certain nombre d'expéditions bien réelles, comme celle de Jean-Baptiste Charles Bouvet de Lozier au XVIIIe siècle.